# Nagy-Párizs metropolisz

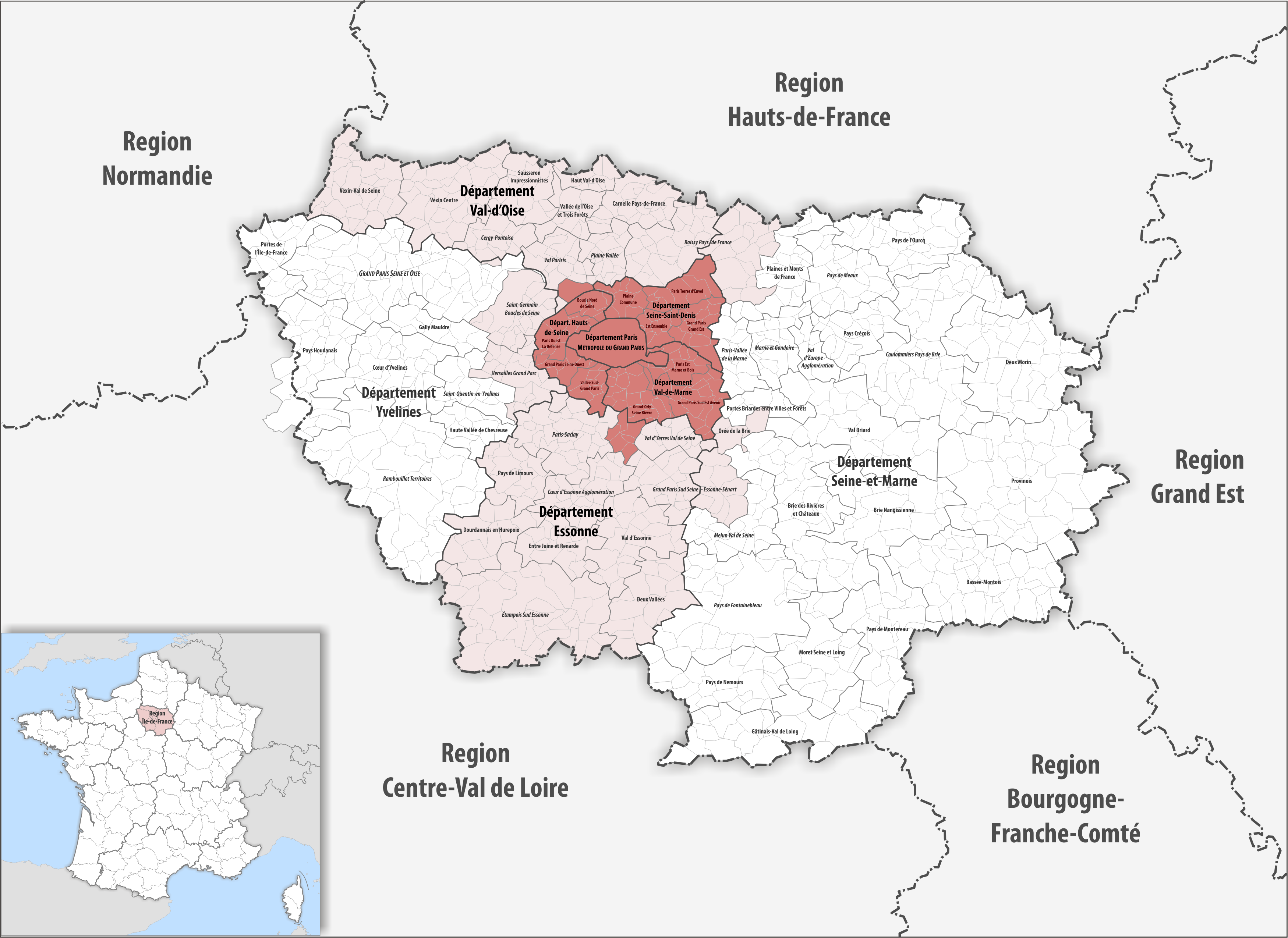
Elhelyezkedése Île-de-France régióban

Nagy-Párizs metropolisz, de többnyire egyszerűen Nagy-Párizs (franciául:  Métropole du Grand Paris vagy egyszerűen Grand Paris) a franciaországi metropoliszok egyike, a francia községközi társulási rendszer (intercommunalité) része.

## Ismertetése
Franciaország fővárosára, Párizsra és vonzáskörzetének 130 községére (települési önkormányzatára) terjed ki Île-de-France régióban, beleértve a Párizst körülölelő ún. „kis korona” (petite couronne) megyék – Hauts-de-Seine, Seine-Saint-Denis és Val-de-Marne – valamennyi települését, továbbá hat Essonne megyei és egy Val-d’Oise megyei települést. 2016. január 1-jén jött létre. Irányító szerve a 209 főből álló Metropolisz Tanács (Conseil de la Métropole)
Népessége 7 103 801 fő volt 2021-ben, területe 814,2 km2.

## Területi beosztása
Egy 2015. decemberben kiadott rendelet Nagy-Párizs metropolisz területi  beosztására egy új társulási formát vezetett be, neve franciául Établissement public territorial, rövidítése: EPT). A metropolisz 130 települését 11 – egyenként legalább 300 000 összlakosságú – EPT-be sorolták, amelyek mindegyike a korábbi településközi társulások (EPCI-k) helyébe lépett és örökölte azok feladat- és hatásköreit, (például sport-, szociális és kulturális létesítmények, vízellátás stb.). Minden EPT-t területi tanács irányít, mely a települési önkormányzatok delegáltjaiból áll; elnökét a tanács tagjai önmaguk közül választják.
Ez alól kivétel Párizs, mely a metropoliszon belül önálló területet alkot és már régóta különleges státusszal rendelkezik.

### Nagy-Párizs területi beosztása az EPT-kel

Nagy-Párizs területi beosztása

## Községek
A metropoliszt az alábbi 131 község (települési önkormányzat)  alkotja:
1. Ablon-sur-Seine
2. Alfortville
3. Antony
4. Arcueil
5. Argenteuil
6. Asnières-sur-Seine
7. Athis-Mons
8. Aubervilliers
9. Aulnay-sous-Bois
10. Bagneux
11. Bagnolet
12. Le Blanc-Mesnil
13. Bobigny
14. Bois-Colombes
15. Boissy-Saint-Léger
16. Bondy
17. Bonneuil-sur-Marne
18. Boulogne-Billancourt
19. Le Bourget
20. Bourg-la-Reine
21. Bry-sur-Marne
22. Cachan
23. Champigny-sur-Marne
24. Charenton-le-Pont
25. Châtenay-Malabry
26. Châtillon
27. Chaville
28. Chennevières-sur-Marne
29. Chevilly-Larue
30. Choisy-le-Roi
31. Clamart
32. Clichy
33. Clichy-sous-Bois
34. Colombes
35. Coubron
36. Courbevoie
37. La Courneuve
38. Créteil
39. Drancy
40. Dugny
41. Épinay-sur-Seine
42. Fontenay-aux-Roses
43. Fontenay-sous-Bois
44. Fresnes
45. Gagny
46. Garches
47. La Garenne-Colombes
48. Gennevilliers
49. Gentilly
50. Gournay-sur-Marne
51. L’Haÿ-les-Roses
52. L’Île-Saint-Denis
53. Issy-les-Moulineaux
54. Ivry-sur-Seine
55. Joinville-le-Pont
56. Juvisy-sur-Orge
57. Le Kremlin-Bicêtre
58. Les Lilas
59. Levallois-Perret
60. Limeil-Brévannes
61. Livry-Gargan
62. Maisons-Alfort
63. Malakoff
64. Mandres-les-Roses
65. Marnes-la-Coquette
66. Marolles-en-Brie
67. Meudon
68. Montfermeil
69. Montreuil
70. Montrouge
71. Morangis
72. Nanterre
73. Neuilly-Plaisance
74. Neuilly-sur-Marne
75. Neuilly-sur-Seine
76. Nogent-sur-Marne
77. Noiseau
78. Noisy-le-Grand
79. Noisy-le-Sec
80. Orly
81. Ormesson-sur-Marne
82. Pantin
83. Paray-Vieille-Poste
84. Párizs
85. Les Pavillons-sous-Bois
86. Périgny
87. Le Perreux-sur-Marne
88. Pierrefitte-sur-Seine
89. Le Plessis-Robinson
90. Le Plessis-Trévise
91. Le Pré-Saint-Gervais
92. Puteaux
93. La Queue-en-Brie
94. Le Raincy
95. Romainville
96. Rosny-sous-Bois
97. Rueil-Malmaison
98. Rungis
99. Saint-Cloud
100. Saint-Denis
101. Saint-Mandé
102. Saint-Maur-des-Fossés
103. Saint-Maurice
104. Saint-Ouen-sur-Seine
105. Santeny
106. Savigny-sur-Orge
107. Sceaux
108. Sevran
109. Sèvres
110. Stains
111. Sucy-en-Brie
112. Suresnes
113. Thiais
114. Tremblay-en-France
115. Valenton
116. Vanves
117. Vaucresson
118. Vaujours
119. Villecresnes
120. Ville-d’Avray
121. Villejuif
122. Villemomble
123. Villeneuve-la-Garenne
124. Villeneuve-le-Roi
125. Villeneuve-Saint-Georges
126. Villepinte
127. Villetaneuse
128. Villiers-sur-Marne
129. Vincennes
130. Viry-Châtillon
131. Vitry-sur-Seine

## Népesség
| Lakosok száma | 6 968 051 | 6 999 097 | 7 090 092 |
|               | 2013      | 2014      | 2019      |